# Irori Maeda
Pour les articles homonymes, voir Maeda.
Irori Maeda (前田彩里, Maeda Irori, née le 7 mai 1997 à Hyogo, Japon) est une chanteuse et idole japonaise, ex-membre du Hello! Project. Elle est sélectionnée en août 2006 dans le cadre du Hello! Project Kansai Audition, avec quatre autres gagnantes qui formeront le groupe SI☆NA en 2008. Irori Maeda, la plus jeune à 9 ans, est intégrée en tant qu'élève au sein du Hello! Pro Egg. Après avoir participé à quelques concerts, elle débute officiellement en septembre 2009 à 12 ans, en tant que membre du groupe Shugo Chara Egg!, dans le rôle de Amulet Clover, en remplacement de Kanon Fukuda partie former le groupe S/mileage. Elle quitte le H!P et sa compagnie mère Up-Front en novembre 2010, puis rejoint en mars 2011 un nouveau groupe d'idols, AKBN 0, sans lien avec le H!P ou AKB48.   

## Liens
- (ja) Fiche officielle avec AKBN 0
- (ja) Fiche officielle avec Shugo Chara Egg! (H!P.com)
- (ja) Fiche officielle avec Shugo Chara Egg! (Shugo Chara Egg.com)